# INOGATE
INOGATE es un programa de cooperación internacional en energía entre la Unión Europea, Turquía y las ex repúblicas soviéticas, con las excepciones de los Estados bálticos y la Federación Rusa. Creado en 1995 como un mecanismo sobre el transporte interestatal de petróleo y gas a Europa. Su nombre es un acrónimo que deriva de los términos en inglés: INterstate Oil and GAs Transportation to Europe.
Formalmente, se describe como organismo de apoyo a la «cooperación internacional entre la Unión Europea, los Estados litorales de los mares Negro y Caspio y sus países vecinos.» Es asistido a través del servicio de Cooperación EuropeAid, por una secretaría con base en Kiev, Ucrania, con una oficina regional en Tiflis, Georgia.

## Países socios del INOGATE
Los países socios del INOGATE son los siguientes:
- Armenia
- Azerbaiyán
- Bielorrusia
- Georgia
- Kazajistán
- Kirguistán
- Moldavia
- Rusia (solo como observador)
- Turquía
- Turkmenistán
- Ucrania
- Uzbekistán
- Tayikistán

Si bien Turquía es un país asociado y, por tanto, es regularmente invitado a asistir a las reuniones de INOGATE, no es un país beneficiario. 
El programa INOGATE es una iniciativa conjunta de tres direcciones generales de la Comisión Europea: la Dirección General de Transporte y Energía, la Dirección General de Relaciones Exteriores y la Oficina de cooperación EuropeAid.

## Objetivos
En un inicio, INOGATE se enfocó sobre todo en los oleoductos y gasoductos que van desde y a través de Europa Oriental y el Cáucaso a la Unión Europea. Tras una conferencia en Bakú, Azerbaiyán, en 2004, y otra en Astaná, Kazajistán, INOGATE se ha convertido en una asociación energética más amplia que se concentra en cuatro temas claves:
- mejora de la seguridad energética;
- convergencia de los mercados energéticos de los Estados miembros sobre la base de los principios de mercado energético interno de la Unión Europea;
- desarrollo de energía sostenible;
- atracción de inversión para proyectos energéticos de interés común y regional.

INOGATE ha permitido la elaboración de mapas detallados de oleodutos y gasoductos en los países socios y sus enlaces con Europa occidental. Además, el programa cuenta con un cronograma de conferencias y publicaciones que contiene información actualizada regularmente, noticias sobre desarrollos en energía en los países socios e iniciativas y políticas relevantes de la Unión Europea.

## Iniciativa Bakú
La Iniciativa Bakú es el resultado de un diálogo político sobre cooperación energética entre la Unión Europea y los países socios del INOGATE. Fue anunciada el 13 de noviembre de 2004 en la Conferencia de Ministros de Energía llevada a cabo en Bakú, Azerbaiyán. El 14 de noviembre del mismo año, una conferencia paralela de Ministros de Transporte resultó en el anuncio formal de apoyo del programa TRACECA (Corredor de Transporte Europa-Cáucaso-Asia).
Una segunda conferencia de Ministros de Energía fue sostenida en Astaná, Kazajistán, el 30 de noviembre de 2006, y confirmó el mandato más amplio del programa INOGATE para cubrir una serie de cuestiones de energía en los países socios y su cooperación en estos temas con la Unión Europea.
Asimismo, una segunda reunión de Ministros de Transporte tuvo lugar en Sofía, Bulgaria, el 2 y 3 de mayo de 2006. Los países socios para los temas de transporte son los mismos que para temas energéticos, sin Rusia, pero con la participación de Rumania y Bulgaria.

### Estructura y actividades
El órgano coordinador de la Iniciativa Bakú es el Secretariado Técnico de INOGATE, que está ubicado en Kíev, Ucrania. La Iniciativa Bakú es implementada a través de cuatro grupos de trabajo, cada uno de los cuales incluye a miembros de todos los países socios:
- Armonización de los marcos legales, reglamentarios e institucionales para la liberalización del mercado.
- Mejora de la seguridad de las redes de transporte energético.
- Desarrollo sostenible.
- Atracción de inversiones y facilitación de proyectos.